# Aaron Eckhart
Aaron Edward Eckhart (Cupertino, California; 12 de marzo de 1968) es un actor estadounidense. Nació en Estados Unidos y se mudó con su familia a Inglaterra cuando tenía trece años. Inició su carrera como actor participando en obras teatrales de su escuela. Durante su último año de secundaria, se mudó a Sídney (Australia), pero abandonó sus estudios antes de graduarse. Posteriormente, obtuvo un diploma a través de un curso para adultos y se graduó de la Universidad Brigham Young en 1994 con un Bachillerato de Bellas Artes en cine. 
A principios de los años 1990, se encontraba desempleado y viviendo en Nueva York. Mientras estudiaba en la Universidad Brigham Young, conoció al director y escritor Neil LaBute, quien le dio papeles en varias de sus obras teatrales. En 1997, haría su debut cinematográfico bajo la dirección de LaBute en En compañía de hombres. Durante los años venideros, ambos colaborarían en otros filmes, incluyendo Your Friends & Neighbors (1998), Persiguiendo a Betty (2000) y Possession (2002). Estas películas ayudaron a lanzar su carrera y le han permitido actuar en múltiples géneros, desde ciencia ficción en filmes como El núcleo hasta comedias románticas como Conversations with Other Women y Sin reservas.
La popularidad de Eckhart se incrementó después de participar en la aclamada película de Steven Soderbergh Erin Brockovich. En 2006, recibió una nominación al Globo de Oro al mejor actor en una película de comedia o musical por su interpretación de Nick Naylor en Gracias por fumar. Asimismo, en 2008 interpretó al fiscal de distrito Harvey Dent, quien posteriormente se convierte en el villano Dos Caras, en la exitosa The Dark Knight.

## Biografía

### Primeros años
Eckhart nació en Cupertino (California). Su madre, Mary Eckhart, era una poetisa y escritora de literatura infantil y su padre, James C. Eckhart, un ejecutivo en una compañía de computadoras. Es el menor de los tres hijos varones de la familia. Eckhart fue criado mormón en La Iglesia de Jesucristo de los Santos de los Últimos Días y fue misionero durante dos años en Francia y Suiza.
Los Eckhart se mudaron a Inglaterra en 1981, después de que su padre consiguiera un trabajo allí en tecnología informática. La familia se estableció inicialmente en Walton-on-Thames (Surrey) y posteriormente se mudaron a Cobham. Eckhart asistió a la American Community School, en donde fue introducido a la actuación por primera vez, protagonizando una producción escolar como Charlie Brown. En 1985, se mudó a Sídney (Australia), en donde cursó su último año de secundaria en la American International School of Sydney. Allí expandió su experiencia como actor, participando en producciones de obras teatrales como Esperando a Godot. En el otoño de su último año de escuela, abandonó sus estudios y consiguió un trabajo en una sala de cine. Posteriormente, terminaría sus estudios secundarios a través de un curso para adultos, lo que le permitió disfrutar un año surfeando en las costas de Hawái y esquiando en Francia. En 1988, regresó a los Estados Unidos y se matriculó en la Universidad Brigham Young - Hawái para estudiar cine, pero posteriormente se transfirió al campus principal de la universidad en Utah, de donde se graduó en 1994 con un Bachillerato en Bellas Artes.

### Carrera

#### Inicios
Mientras estudiaba en la Universidad Brigham Young, Eckhart apareció en la película mormona Godly Sorrow, marcando su debut profesional. En ese entonces, conoció al director y escritor Neil LaBute, quien lo eligió para protagonizar varias de sus obras teatrales originales. Después de graduarse de la universidad, se mudó a Nueva York, en donde consiguió un agente y tuvo varios trabajos temporales incluyendo barman, conductor de autobús y albañil. Sus primeros roles televisivos fueron en comerciales, aunque en 1994 apareció como un extra en la serie Beverly Hills, 90210. Posteriormente, obtuvo papeles en recreaciones para documentales, telefilmes y en series de TV poco exitosas como Aliens in the Family.
En 1997, Neil LaBute contactó a Eckhart para que protagonizara En compañía de hombres, una adaptación cinematográfica de una de sus obras de teatro, en la que interpretó a un oficinista que planea seducir a una colega sorda y después abandonarla. En compañía de hombres fue el primer filme de Eckhart en ser distribuido y fue recibido positivamente por los críticos. Desson Thomson de The Washington Post escribió que Eckhart es la «presencia más maligna de la película» y que es «escalofriante interpretando a un príncipe satánico en camisa de mangas». Además, el filme ganó el New York Film Critics Circle Award al mejor primer filme en 1997, mientras que Eckhart recibió el Premio Independent Spirit a la mejor interpretación debut.
Al año siguiente, protagonizó otra película de LaBute, Your Friends & Neighbors, en la cual interpretó a Barry, un hombre sexualmente frustrado en un matrimonio disfuncional. Eckhart tuvo que aumentar de peso considerablemente para el papel. En 1999, actuó junto a Elisabeth Shue en Molly, en el papel de un ejecutivo narcisista que queda a cargo de su hermana autista. En ese mismo año, interpretó a un coordinador ofensivo de un equipo de fútbol americano en el filme de Oliver Stone Un domingo cualquiera.

#### Éxitos con la crítica

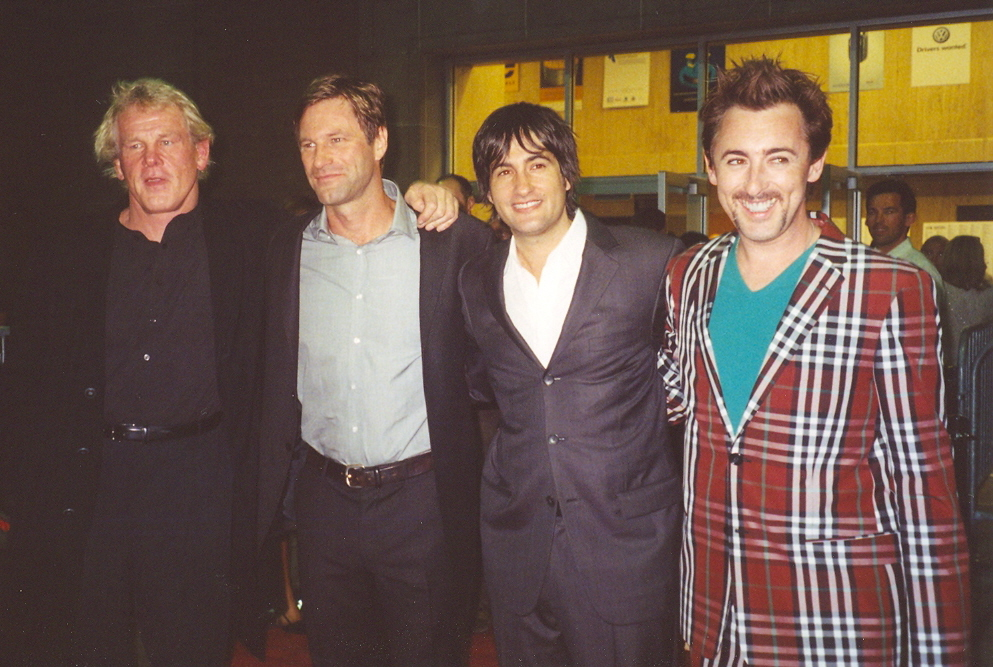
Nick Nolte, Eckhart, Joshua Michael Stern y Alan Cumming promocionando Neverwas en el Festival Internacional de Cine de Toronto de 2005.

Su popularidad se incrementó en 2000 después de interpretar a George, un motero, en el drama de Steven Soderbergh Erin Brockovich. La película recibió buenas críticas y fue un éxito, recaudando US$256 millones a nivel mundial. Su actuación fue alabada por los críticos. Owen Gleiberman de Entertainment Weekly escribió que a pesar de que Eckhart «interpretaba un ideal ... fue capaz de hacer la bondad tan palpable como la maldad de su personaje en En compañía de hombres». En una entrevista en agosto de 2004, Eckhart dijo que antes de Erin Brockovich había estado desempleado durante casi un año: «Sentía como si lo que quería hacer como actor se me escapaba de las manos. [...] Estuve sin trabajo por nueve meses, pero no fueron de vacaciones. Por supuesto que no tuve ingresos durante nueves meses, pero cada día leía guiones, producía material original, asistía a reuniones, estaba trabajando en mi arte».
Después del lanzamiento de Erin Brockovich, actuó junto a Renée Zellweger en Persiguiendo a Betty, dirigida por Neil LaBute. En 2001, participó en el filme de Sean Penn The Pledge, en el que interpretó a un joven detective que debe trabajar con un veterano interpretado por Jack Nicholson. A pesar de recibir buenas críticas, la película no tuvo mucho éxito. Al año siguiente, trabajó nuevamente con LaBute en una adaptación de la novela de A. S. Byatt, ganadora del Premio Booker, Possession y en 2003 coprotagonizó El núcleo junto a Hilary Swank, interpretando a un geofísico que trata de detonar una bomba nuclear en el centro de la Tierra para prevenir su destrucción. Sin embargo, el filme fue un fracaso tanto de público como de crítica. También en 2003 actuó en The Missing como el amante del personaje de Cate Blanchett, y en el thriller Paycheck junto a Ben Affleck. Paycheck estaba basada en un cuento de Philip K. Dick y recibió críticas generalmente negativas. El crítico Roger Ebert del Chicago Sun-Times le otorgó dos de cuatro estrellas al filme diciendo que había «disfrutado la película» pero que sentía que «explotaba el cuento de Dick por su potencial para la acción, pero nunca desarrollaba la historia completamente».
En 2004, participó como actor invitado en dos episodios del sitcom Frasier, interpretando a un novio de Charlotte, el amor platónico del Dr. Frasier Crane. Su próximo rol fue en el thriller de E. Elias Merhige Sospechoso cero sobre un agente del FBI que debe capturar a un psicópata que mata a asesinos en serie. Aunque después del lanzamiento la película recibió críticas negativas y recolectó sólo US$11 millones a nivel mundial, la actuación de Eckhart fue bien recibida. Newsday publicó que el actor «es un protagonista con un atractivo clásico...pero Merhige le exige complejidad y angustia». En 2004, también participó junto a Julia Stiles en la producción londinense de la obra Oleanna de David Mamet en el Garrick Theatre. La obra estuvo en cartelera hasta mediados de 2004 y Eckhart recibió críticas favorables por su actuación. En 2005, regresó al cine, protagonizando Neverwas como un psiquiatra que obtiene un trabajo en un sanatorio en el que su padre había estado recluido. Sin embargo, la película nunca llegó a las salas de cine y fue lanzada directamente para vídeo en 2007.

#### Salto a la fama

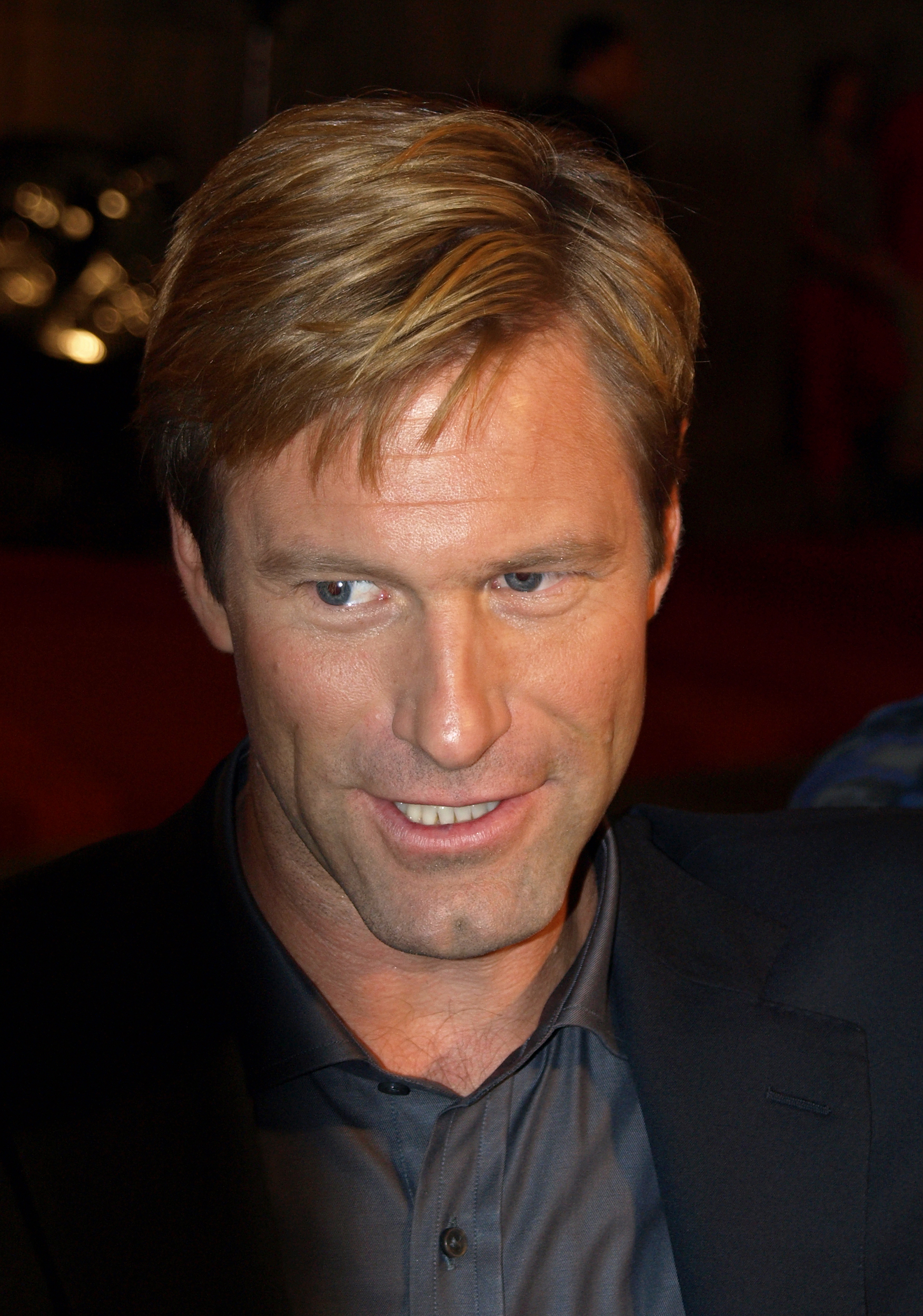
Eckhart en el preestreno de The Dark Knight en Barcelona en 2008.

El próximo proyecto de Eckhart fue Gracias por fumar, en donde interpretó a Nick Naylor, un cabildero para la industria tabacalera. El actor declaró que el papel fue un gran reto: «Tienes que decir palabras que son locas y lo tienes que hacer con una sonrisa en tu cara y que al mismo tiempo la audiencia simpatice con el personaje. En cierta escena, estoy en un talk show con un niño que está muriendo de cáncer y está bajo los efectos de la quimioterapia, y mi personaje tergiversa todo para hacer lucir mal a las personas antitabaco y hacerse el bueno de la película». El filme fue estrenado en el Festival Internacional de Cine de Toronto de 2005 y fue lanzado de forma limitada en marzo de 2006 y a nivel mundial en abril de ese año. Por su actuación, Eckhart recibió una nominación al Globo de Oro al mejor actor - Comedia o musical. Claudia Puig de USA Today escribió que el actor dio una «actuación muy inteligente y fuera de lo común» y que como Naylor fue capaz de mantener al personaje «agradable a pesar de su cinismo» y el Seattle Post-Intelligencer publicó que «bajo su sonrisa afable pero sin compasión» Eckhart irradia encanto.
También en 2006, protagonizó Conversations with Other Women junto a Helena Bonham Carter. Mientras promocionaba el filme, Eckhart declaró que no deseaba quedar asociado con un tipo de personajes y que trataría de no interpretar más villanos. Posteriormente en ese año, apareció en La dalia negra, un film noir basado en el asesinato de Elizabeth Short. El filme fue estrenado en la Mostra de Venecia 2006 y recibió críticas mixtas después de su estreno, aunque varios críticos fueron positivos sobre la actuación de Eckhart. Por ejemplo, la revista Time Out alabó su interpretación y la de su coprotagonista Hilary Swank, diciendo que «ambos son magníficos en sus papeles secundarios».
Visto internacionalmente como un símbolo sexual, Eckhart fue nombrado una de las 100 personas más bellas del 2006 de acuerdo a la revista People. Al año siguiente, el actor fue invitado a unirse a la Academia de Artes y Ciencias Cinematográficas y protagonizó Sin reservas, un remake de la película alemana de 2001 Bella Martha. El filme, en el que Eckhart interpreta a un chef en ascenso, fue recibido con críticas mixtas y fue considerado de menor calidad que la versión original. En 2008, protagonizó la comedia Meet Bill como un ejecutivo deprimido que trabaja en el banco de su suegro. Para el papel, tuvo que engordar 14 kilogramos y usar una prótesis para parecer más gordo.
También en 2008, interpretó a Harvey Dent/Dos Caras en la película de Christopher Nolan The Dark Knight, la secuela de Batman Begins (2005). El director lo eligió por sus interpretaciones de personajes corruptos en En compañía de hombres, La dalia negra y Gracias por fumar. El actor comentó que Dent es un personaje que «es honesto a su forma de ser. Es un agente de la justicia y no está matando a inocentes. No es un chico malo, estrictamente hablando» y admitió que estaba «interesado en interpretar a personas buenas que se vuelven malvadas». The Dark Knight fue un gran éxito, estableciendo un récord de ganancias en un fin de semana de estreno en los Estados Unidos. Con ingresos totales de $1000 millones a nivel mundial, entró en la lista de películas más vistas de todos los tiempos y en el filme más taquillero de la carrera de Eckhart. Roger Ebert dijo que su actuación había sido un «trabajo excepcionalmente bueno», mientras que Eric Kohn de la revista Premiere disfrutó de la interpretación, comentando que Eckhart «te hace creer en su ambición fatal... de transformarse en el mañoso Dos Caras».

#### Después deThe Dark Knight

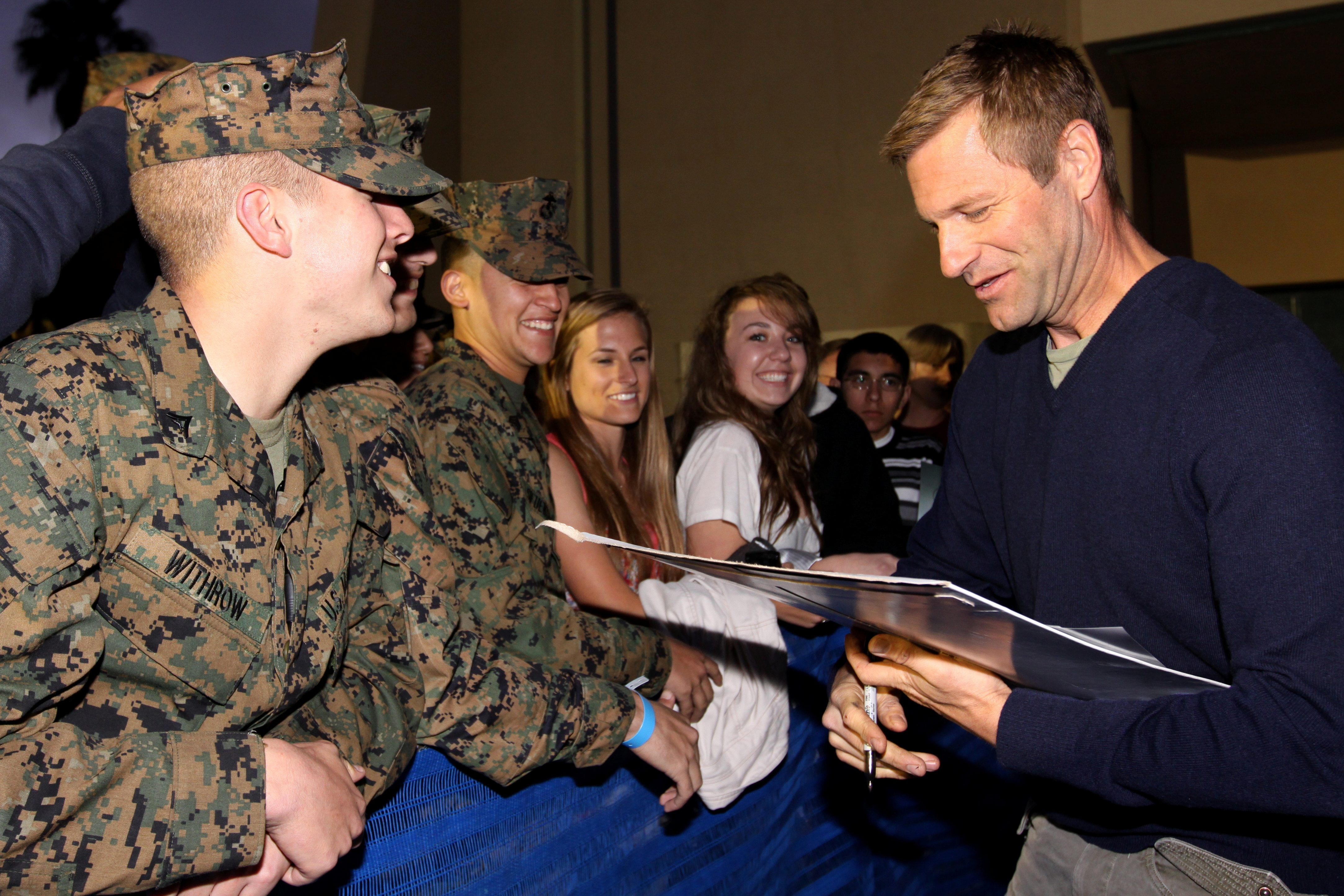
Eckhart en la Base del Cuerpo de Marines Camp Pendleton en marzo de 2011. Algunos de esos marines participaron en la producción de Battle: Los Angeles, protagonizada por el actor.

Después del éxito de The Dark Knight, actuó en Towelhead de Alan Ball, una adaptación de la novela homónima de Alicia Erian, en la que interpretó a un reservista de la Guerra del Golfo que abusa sexualmente de su vecina árabe-estadounidense de trece años. Inicialmente, no le agradaba la idea de actuar de «pedófilo» y comentó que las escenas de sexo fueron «difíciles... Lo que hice fue confiar realmente en Alan. Todo estaba en las palabras. Yo confiaba realmente en Summer [Bishil] y traté de que ella confiara en mí para construir una relación mientras hacíamos las escenas físicas. Lo que hacíamos era ensayarlas mecánicamente y yo decía: "Bien, voy a poner mi mano ahí, voy a hacer esto". Fue bastante difícil». El filme se estrenó bajo el nombre Nothing is Private en el Festival Internacional de Cine de Toronto de 2007 y fue un fracaso rotundo.
Posteriormente, actuó junto a Jennifer Aniston en Love Happens (2009), en el papel de un autor de libros de autoayuda que trata de lidiar con la muerte de su esposa. El filme recibió críticas mixtas, con un crítico del Orlando Sentinel comentando que Eckhart hace que su personaje se vea «destrozado» durante toda la película. Al año siguiente, protagonizó junto a Nicole Kidman Rabbit Hole, una adaptación de la obra de teatro homónima de David Lindsay-Abaire. Rabbit Hole fue estrenada en el Festival Internacional de Cine de Toronto de 2010 y le valió una nominación al Premio Independent Spirit al mejor actor. También actuó junto a Johnny Depp, Richard Jenkins y Amber Heard en la película de Bruce Robinson The Rum Diary que se estrenó en 2011, en donde interpreta a Sanderson, un hacendado que cree que todo tiene un precio y que introduce a Paul Kemp (Depp) a un nuevo estilo de vida. Asimismo, Eckhart protagonizó el filme de ciencia ficción de Jonathan Liebesman Battle: Los Angeles (2011), como el sargento de un pelotón de Marines que deben luchar contra invasores alienígenas en Los Ángeles. A la película le fue bien en taquilla, aunque recibió críticas mayormente negativas.
Su siguiente proyecto fue el thriller de Philipp Stölzl Erased (2012), donde interpretó a un exagente de la CIA que se ve involucrado en una de gran alcance y, con su hija (Liana Liberato), debe huir de diversos perseguidores. El actor practicó artes marciales con un entrenador de las Fuerzas Especiales francesas durante tres meses y dijo que le enorgulleció realizar sus propias escenas de pelea, ya que estas fueron bastante difíciles por el bajo presupuesto con el que se contaba. En su reseña para Variety, Dennis Harvey alabó el trabajo de Eckhart: «Para un actor como él, que debería ser una gran estrella en Estados Unidos desde hace algún tiempo, es sencillo mostrar la autoridad de un hombre y padre que en esencia es decente pero que está acostumbrado a la violencia». Sin embargo, Erased, que también se estrenó bajo el nombre The Expatrite, obtuvo críticas negativas en general.

#### Críticas poco alentadoras
En junio de 2012, se informó que Eckhart interpretaría al presidente de Estados Unidos en el thriller de acción Olympus Has Fallen, que se estrenó un año más tarde y donde su personaje lidia con un asalto terrorista en la Casa Blanca. La película tuvo un buen rendimiento en taquilla y recibió críticas de todo tipo. En su siguiente proyecto, el filme de acción I, Frankenstein (2014), volvió a pasar por un rodaje «extremadamente duro» debido a que, entre otras cosas, este requirió la práctica del arte marcial eskrima. Eckhart interpretó a Adam, una versión del monstruo de Frankenstein «más humana» que la original que, en medio de una guerra entre demonios y gárgolas, debe enfrentarse al demonio Naberius. I, Frankenstein fue criticada por la prensa especializada y no consiguió buenos resultados en la taquilla.
Posteriormente, participó en otro fracaso de taquilla cuando coprotagonizó en 2015 My All American, en el papel del entrenador de fútbol americano Darrell Royal, quien en los años 1960 dirigió al equipo de la Universidad de Texas. En esta ocasión, en la que interpretó a un personaje de edad avanzada, se le aplicó un maquillaje que el periodista de TheWrap Dan Callahan calificó como «ridículo». En su reseña, Callahan agregó lo siguiente: «Quizás haya que recordar que, a finales de la década de 1990, Eckhart protagonizó películas ácidas como En compañía de hombres y Your Friends & Neighbors. Quienes se acuerden de eso se preguntarán cómo hace para poner cara de póquer en muchas de estas espantosas escenas». El filme, por otra parte, solamente recuperó dos millones de dólares contra un presupuesto de veinte millones de esa moneda.

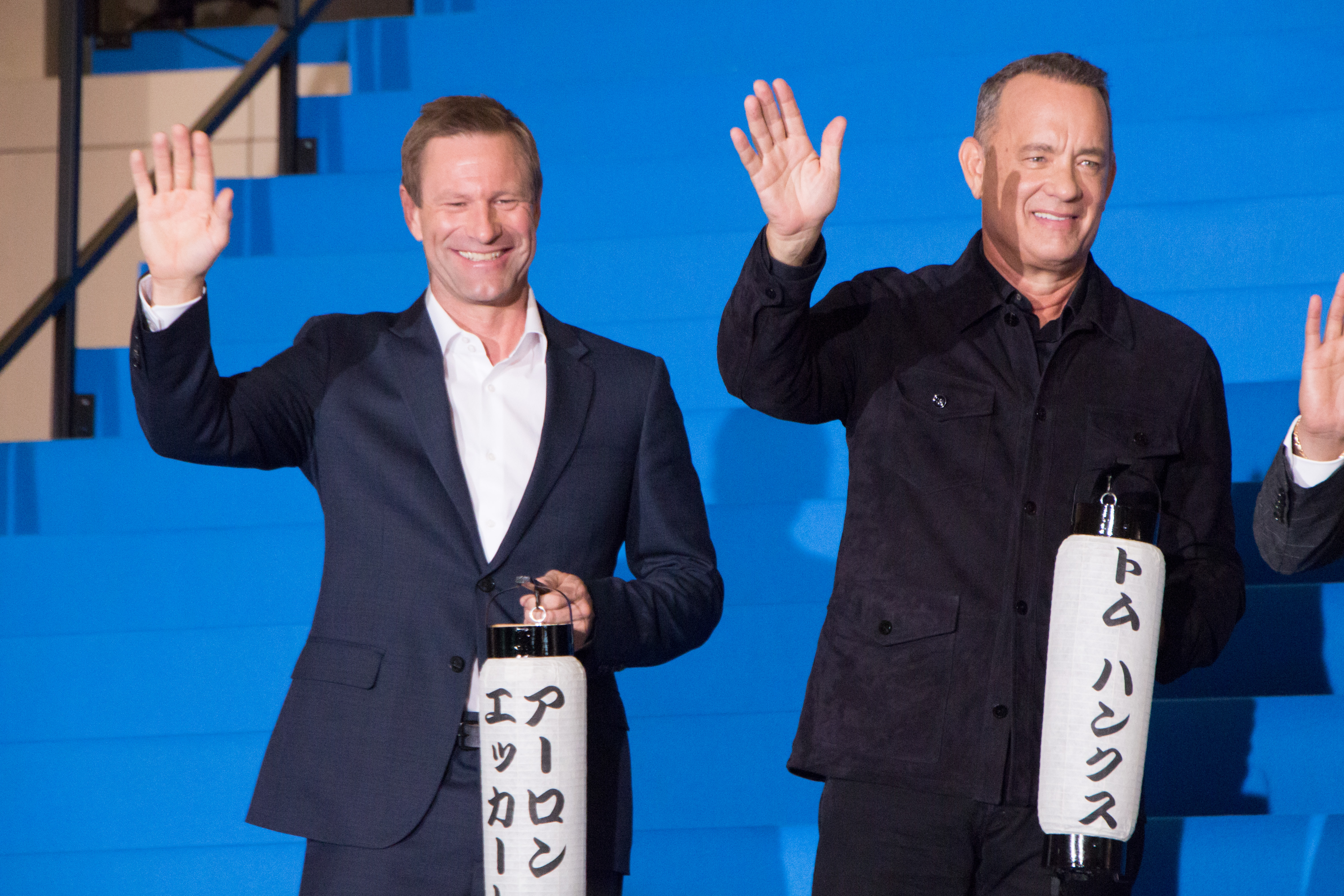
Eckhart y Tom Hanks en el estreno en Japón de Sully, en septiembre de 2016.

Eckhart volvió a interpretar al presidente Benjamin Asher en la secuela de Olympus Has Fallen, London Has Fallen (2016), que también logró muy buenos resultados en la taquilla. El actor no regresó para la tercera entrega de la saga, Angel Has Fallen, tres años después. Al mismo tiempo, encarnó a Seth Embers, un hombre que es capaz de expulsar demonios adentrándose en el subconsciente de la persona poseída, en la película de terror Incarnate. La periodista de The Hindu Deborah Cornelious escribió que Eckhart «desperdició su talento» al participar en un filme que «le pone todo en contra», aunque valoró su trabajo. Otra crítica negativa provino de Peter Sobczynski de RogerEbert.com, que dijo: «Francamente, lo único aterrador aquí es que actores talentosos como Eckhart, Van Houten y Moreno no tuvieran otras ofertas además de esta». Sumado a esto, a la película tampoco le fue bien en cuanto a recaudación, a pesar de que tuvo un presupuesto de solo cinco millones de dólares.
También en 2016, actuó junto con Tom Hanks en la película dirigida por Clint Eastwood Sully, en el papel de Jeffrey Skiles, copiloto durante el vuelo 1549 de US Airways. La producción obtuvo buenos resultados en la taquilla y la crítica. Asimismo, Eckhart interpretó al entrenador de boxeo Kevin Rooney en Bleed for This, en donde trabajó al lado de Miles Teller. La película recibió críticas mayormente positivas, aunque fue un fracaso en la taquilla.

## Vida privada
Estuvo comprometido con la actriz Emily Cline, a quien conoció durante la filmación de En compañía de hombres, pero la pareja se separó en 1998. El actor ha sido renuente a hablar sobre sus relaciones amorosas durante entrevistas. A pesar de esto, ha hablado sobre sus creencias, su forma de vida y sus ambiciones. En una entrevista con Entertainment Weekly reveló: «Estoy seguro de que la gente piensa que soy un mormón, pero no estoy seguro de que sea un mormón. Para ser honesto y perfectamente claro, sería un hipócrita si digo que lo soy, porque no he vivido ese estilo de vida en muchos años». En otras entrevistas ha declarado que a través de hipnosis logró dejar de tomar alcohol, fumar y festejar en exceso y que durante su tiempo libre disfruta de la fotografía. Eckhart le reveló a la revista Parade que antes de descubrir la actuación quería ser un escritor de canciones.

## Filmografía

### Cine
| Año  | Película                       | Papel                     | Notas |
| ---- | ------------------------------ | ------------------------- | --- |
| 1994 | Slaughter of the Innocents     | Ken Reynolds              | |
| 1997 | En compañía de hombres         | Chad                      | Premio Independent Spirit a la mejor interpretación debut |
| 1998 | Your Friends & Neighbors       | Barry                     | |
| 1998 | Jueves                         | Nick                      | |
| 1999 | Molly                          | Buck McKay                | |
| 1999 | Un domingo cualquiera          | Nick Crozier              | |
| 2000 | Persiguiendo a Betty           | Del Sizemore              | |
| 2000 | Erin Brockovich                | George                    | |
| 2000 | Tumble                         | Tumble                    | |
| 2001 | The Pledge                     | Stan Krolak               | |
| 2002 | Possession                     | Roland Michell            | |
| 2003 | El núcleo                      | Dr. Josh Keyes            | |
| 2003 | The Missing                    | Brake Baldwin             | |
| 2003 | Paycheck                       | James Rethrick            | |
| 2004 | Sospechoso cero                | Thomas Mackelway          | |
| 2004 | Vapor                          | Nathaniel Powers          | |
| 2005 | Neverwas                       | Zach Riley                | |
| 2005 | Conversations with Other Women |                           | |
| 2006 | Gracias por fumar              | Nick Naylor               | Nominado - Globo de Oro al mejor actor - Comedia o musical Nominado - Premio Independent Spirit al mejor actor Nominado - St. Louis Gateway Film Critics Association Award al mejor actor |
| 2006 | The Wicker Man                 | The Wicker Man            | |
| 2006 | La dalia negra                 | Sargento Lee Blanchard    | |
| 2007 | Towelhead                      | Sr. Vuoso                 | |
| 2007 | Sin reservas                   | Nick Palmer               | |
| 2008 | Meet Bill                      | Bill                      | |
| 2008 | The Dark Knight                | Harvey Dent/Dos Caras     | Premios People's Choice al reparto favorito Nominado - Broadcast Film Critics Association Award al mejor reparto Nominado - Premios Saturn al mejor actor secundario                      |
| 2009 | Love Happens                   | Burke Ryan                | |
| 2010 | Rabbit Hole                    | Howie Corbett             | Nominado - Premio Independent Spirit al mejor actor Nominado - San Diego Film Critics Society Awards al mejor actor                                                                       |
| 2011 | Battle: Los Angeles            | Michael Nantz             | |
| 2011 | The Rum Diary                  | Sanderson                 | |
| 2012 | Erased                         | Ben Logan                 | |
| 2013 | Olympus Has Fallen             | Presidente Benjamin Asher | |
| 2014 | I, Frankenstein                | Adam Frankenstein         | |
| 2015 | My All American                | Darrell Royal             | |
| 2016 | Incarnate                      | Dr. Seth Ember            | |
| 2016 | London Has Fallen              | Benjamin Asher            | |
| 2016 | Sully                          | Jeffrey Skiles            | |
| 2016 | Bleed for This                 | Kevin Rooney              | |
| 2019 | Midway                         | James H. Doolittle        | |
| 2019 | In the line of duty            | Frank Penny               | |
| 2023 | Rumble Through the Dark        | Jack Boucher              | |
| 2024 | The Bricklayer                 | Vail                      | |

### Televisión
| Año  | Película             | Papel       | Notas               |
| ---- | -------------------- | ----------- | ------------------- |
| 1992 | Double Jeopardy      | Dwayne      | Telefilme           |
| 1997 | Aliens in the Family |             | Serie de televisión |
| 2004 | Frasier              | Frank       | Serie de televisión |
| 2022 | The First Lady       | Gerald Ford | Serie de televisión |